# Fata

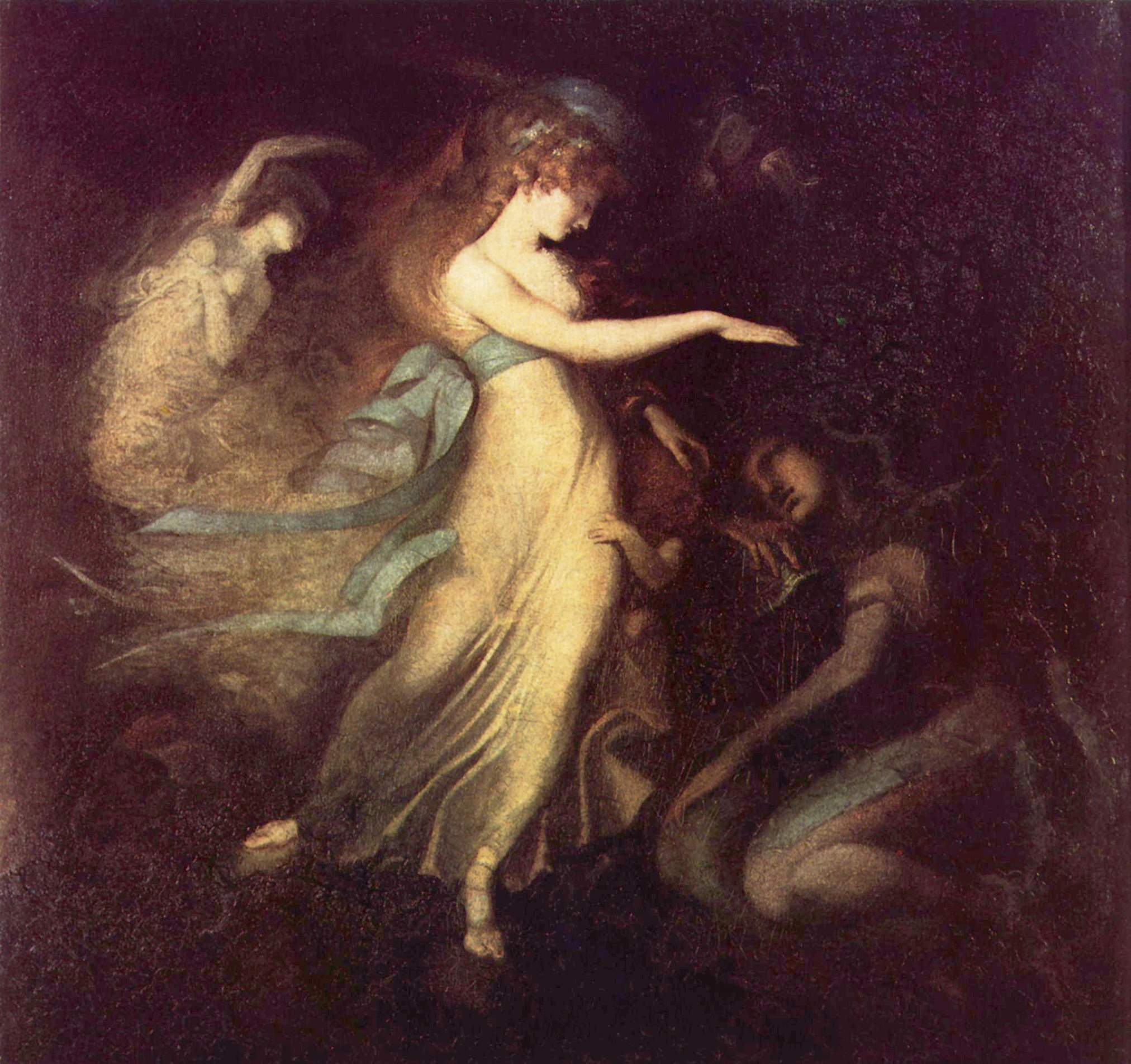
Johann Heinrich Füssli, La regina delle fate con il principe Artù, 1788

La fata è una creatura leggendaria, presente nelle fiabe o nei miti di origine principalmente italiana e francese, ma che trova comunque figure affini nelle mitologie dell'Europa dell'Est, oltre che in quelle inglesi dove sono chiamate fairy.
Nell'originale accezione dell'Europa meridionale (senza influenze celtiche) è totalmente sovrannaturale, cioè non ha nulla di umano se non l'aspetto. Il nome fata deriva dall'altro nome latino delle Parche, che è Fatae, ovvero coloro che presiedono al Fato. Si tratta di un essere magico, una sorta di spirito della natura; l'aggettivo fatato indica per estensione l'effetto di un incantesimo.

## Origine

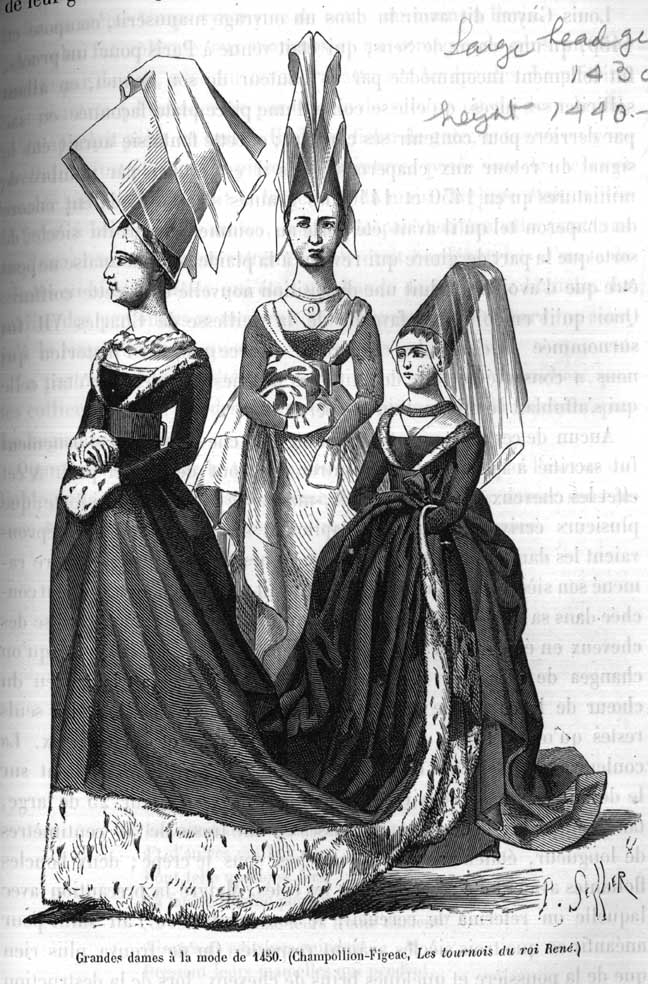
L'immagine che noi abbiamo di una Fata ben si accosta a quella delle dame del XV secolo.

Le fate sembrano ereditare i loro poteri ed il loro aspetto da alcuni personaggi della mitologia classica, ovvero principalmente dalle ninfe e dalle Parche. Come le ninfe, esse sono spiriti naturali che hanno sembianze di fanciulla; come le Parche presiedono al destino dell'uomo, dispensando vizi o virtù.
Le prime fate appaiono nel Medioevo come proiezione delle antiche ninfe, donne ammalianti della foresta dedite all'amore, ma vengono per la prima volta ufficializzate verso la fine del Medioevo prendendo l'aspetto classico delle dame dell'epoca, che indossavano ingombranti copricapi conici (hennin) e lunghi abiti colorati. Man mano venne attribuita loro la verga o bacchetta magica che possiamo ritrovare anche nell'Odissea (Circe e Ermes), dove ha tuttavia attributi divini e non solo magici.
Successivamente ogni fiabista ha aggiunto particolari al loro carattere. Uno spaccato di come sono le fate lo troviamo ne La bella addormentata sia di Perrault sia dei fratelli Grimm ed ancora in Pinocchio, dove alla fata turchina viene ufficialmente assegnato il colore blu, colore del sovrannaturale e della magia.

### Origine mitica

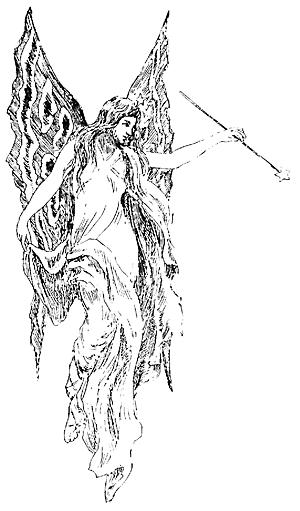
Illustrazione di Alexander Sharp dal libro The Goblins’ Christmas (1908) dell'autrice Elizabeth Anderson.

L'origine delle fate è stata da sempre differente a seconda delle culture e per questo motivo ci vengono fornite diverse teorie che spiegano la nascita di tali creature.
Una leggenda islandese, poi convertita in un racconto cristiano da parte dei monaci missionari, afferma che Eva era intenta a lavare i suoi figli, quando Dio le rivolse la parola; allora ella, impaurita, nascose i figli che ancora non aveva lavato. Quando Dio le chiese se tutti i suoi figli fossero presenti, Eva gli rispose di sì e ciò suscitò la collera di Dio, il quale dichiarò: «Come tu hai nascosto i tuoi figli alla mia vista, così essi rimarranno per sempre nascosti alla tua!»; tramite questo racconto si presume quindi che le fate un tempo fossero mortali puniti per colpa dei peccati di Eva.
Una tradizione popolare, diffusa nelle campagne influenzate dalla cultura celtica, invece, afferma che questi esseri fatati siano "angeli caduti", condotti fuori dal paradiso da Lucifero ma non abbastanza crudeli da essere rinchiusi nell'inferno e quindi destinati ad abitare sulla terra; inoltre si afferma che in base al luogo del loro atterraggio essi assumano le caratteristiche dell'ambiente, come, ad esempio, le fate che sono cadute nell'acqua si sono trasformate in ondine o ninfe marine.
Un'ultima credenza sull'origine delle fate, nata dalla mitologia greca e per molti considerata la più importante, narra di tre dee, figlie di Zeus, responsabili della vita dell'uomo; queste dee venivano chiamate Parche (in greco Μοῖραι, coloro che stabiliscono la sorte) e custodivano nelle loro mani un filo lunghissimo, prezioso e magico che rappresentava il destino degli uomini. Ogni giorno la dea più anziana lo tesseva con infinita cura e lo misurava con particolare attenzione, mentre la dea più piccola lo tagliava e quando venivano infastidite dal comportamento degli umani erano in grado di tagliarlo di netto e di aggrovigliarlo nel più fastidioso dei modi in modo da infliggere una giusta punizione alla razza umana.

### Fairye fate

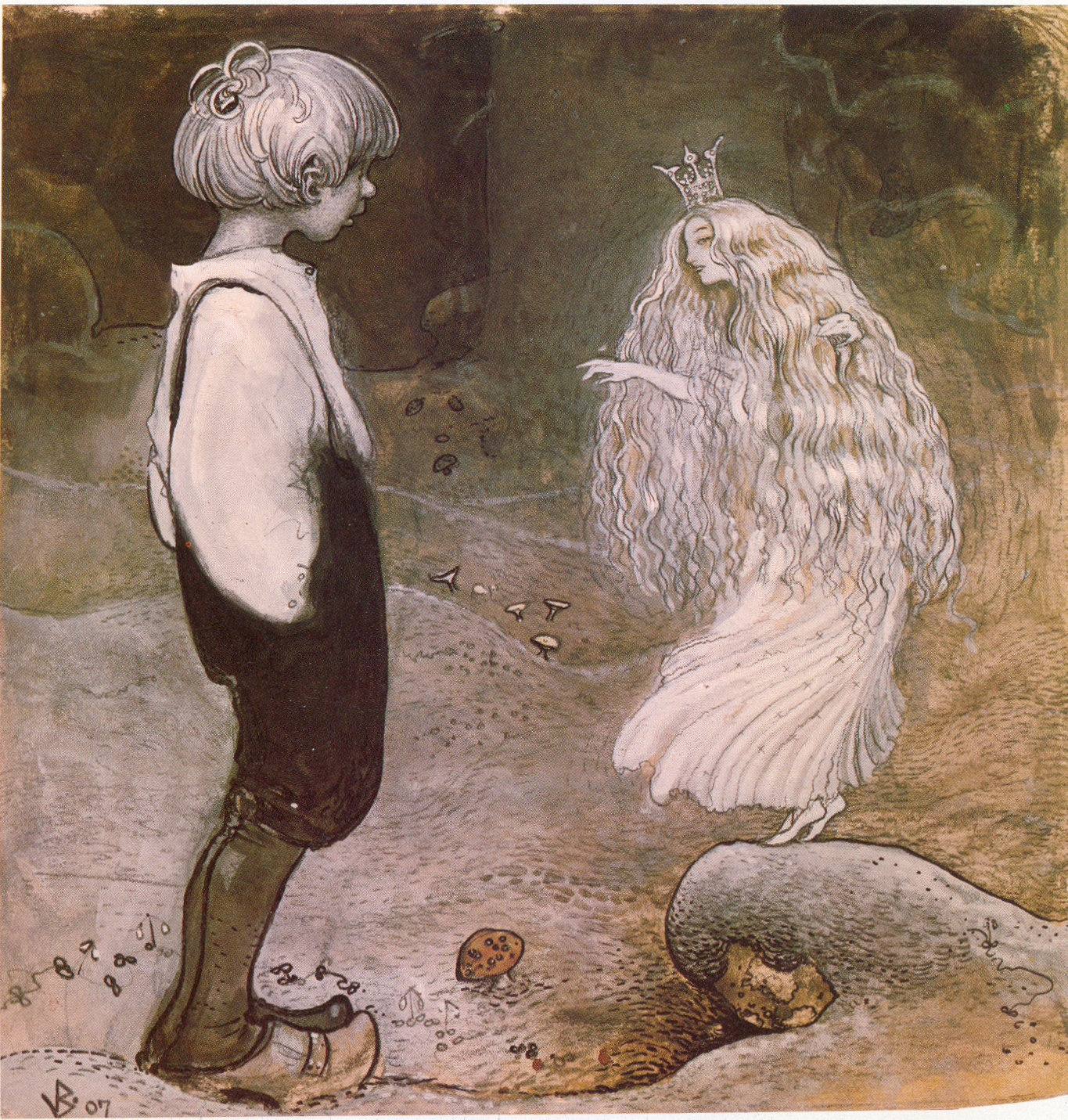
Illustrazione di John Bauer del racconto De sju önskningarna (I sette desideri), di Alfred Smedberg.

Fondamentalmente l'assonanza ha portato ad associare la fata alla fairy inglese e celtica (presenti in alcune commedie dello stesso William Shakespeare), ovvero a certi esponenti del cosiddetto «piccolo popolo» (sidhe), esseri minuscoli e con le alucce. Sebbene le fate, a parere di alcuni, abbiano poco a che vedere con questi ultimi, l'etimologia di fairy proverrebbe dal francese faie che a sua volta deriva proprio dall'italiano antico fatae («dame fatate» o indovine). Il termine fairy sarebbe stato adottato dalla lingua inglese come un'abbreviazione di faie-rie, ovvero «stato di incantamento», espressione che poi ha finito per designare non solo la condizione di questi esseri, ma gli esseri stessi.
Il folclore inglese ha poi rimpicciolito le loro fattezze, ricomprendendo sotto di esse tutti i cosiddetti esseri elementari che presiedono al rigoglio delle piante e alle trasformazioni della natura, assimilandole alle pixies.

## Credenze locali
Nei racconti popolari della Romagna un posto di rilievo è dedicato agli esseri fatati. Uno studio pubblicato nel 1927 da Nino Massaroli (Diavoli, diavolesse e diavolerie in Romagna) rappresenta quasi sempre la fata: 
(Il pagliaio romagnolo, s'erge sull'aia a forma conica retto da un'asta interna, sulla cui cima mettono un orinale od un pignattino per scongiurare le streghe.)
Le fate romagnole dispensano protezione in particolare ai bimbi appena nati. Per ricevere la loro benevolenza occorreva svolgere vari rituali scaramantici come quello di offrire «pani bianchi o rosate focacce […] durante il loro passaggio, che in vari luoghi dell'Alpe di Romagna, avviene alla vigilia dei morti, o la notte di Natale o dell'Epifania oppure recitare paròl faldédi (parole fatate) ed anche formule d'invocazione che in Romagna Toscana usavano dire a propiziarsi la fata del mattino nel mettersi in viaggio, e che vive tuttora in bocca ai fanciulli romagnoli: Turana, Turana - Rispondi a chi ti chiama - Di beltà sei regina - del cielo e della terra - di felicità e di buon cuore».
Alle fate è infine dedicato un racconto ambientato nelle colline fra Castrocaro e Faenza:
(L. de Nardis, La Piè, 1925.)

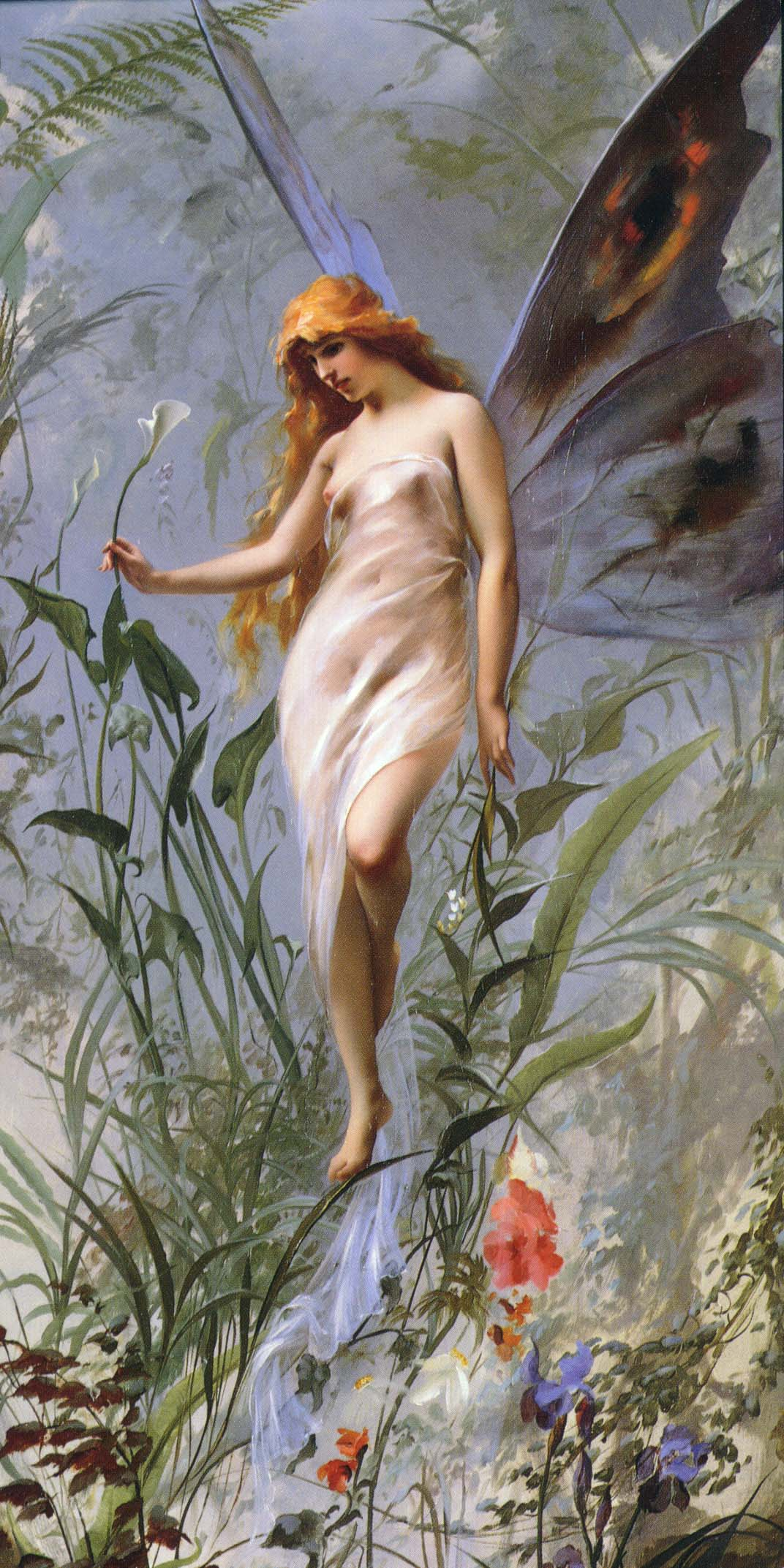
Lily fairy (1888) di Luis Ricardo Falero (1851-1896)

In Lucchesia e in Garfagnana varie leggende sono associate alle fate. In particolare si dice che in alcuni luoghi alpestri è possibile, all'alba, vedere dei riflessi bianchi verso la cima delle montagne; tali riflessi non sarebbero altro che i bianchi vestiti delle fate stesi al sole ("il bucatino delle fate" - attestata a Cerasomma, presso Lucca. Alla Pieve dei Monti di villa vi sono coppelle sulle rocce identificate come "le conchine delle fate"). Ragguardevole infine una leggenda garfagnina descritta dal Guidi secondo cui le fate avrebbero dei bambini. Nella leggenda uno di essi viene raccolto dagli uomini che dovranno infine restituirlo in quanto, ogni notte, le fate sarebbero venute a chiamarlo.
Alla tradizione popolare della Sardegna, invece, appartengono le cosiddette domus de janas, le case delle fate, piccoli alloggi ricavati nella roccia dove si credeva abitassero minute creature femminili un po' lunatiche, un po' fate e un po' streghe, che con gli umani potevano essere sia gentili che dispettose. La leggenda mescola elementi magici alla presenza su tutta l'isola (da Cagliari a Santa Teresa Gallura) di millenarie caverne funerarie scavate nella roccia da antiche civiltà sarde (Cultura di Ozieri) risalenti a più di 5000 anni fa.
In Bretagna le fate vengono chiamate druidesse. Hanno il potere di penetrare i segreti della natura ed inoltre hanno la possibilità di apparire dal mondo dell'invisibile; esse abitavano in fondo ai pozzi, in riva ai torrenti, in oscure caverne o nelle parti più remote delle foreste ed il loro potere principale, potere simile alle maghe orientali, era quello di poter trasformare gli uomini in bestie.
Nelle leggende bretoni le fate rivestono un ruolo molto importante in quanto si credeva che la loro amicizia o il loro odio potessero decidere della felicità o della disgrazia di una famiglia: con l'avvento di una nuova nascita, i Bretoni avevano gran cura di apparecchiare, in una camera appartata, una tavola servita abbondantemente, con lo scopo di ottenere il consenso favorevole da parte delle fate, di onorarli della loro presenza ed infine per dedicare le loro belle doti al nuovo nascituro.
Altre antiche leggende narrano che quando tutti dormivano, le fate lavoravano nelle fattorie, o nelle botteghe, e per imbonirsi i loro favori si offrivano loro dei doni in modo da ricevere protezione e fortuna; invece, quando c'era il fallimento dei raccolti o il susseguirsi di malattie piuttosto che dare la colpa al destino, o all'inefficienza umana, venivano incolpati gli spiriti maligni che venivano scacciati con riti e incantesimi.
Nei romanzi cavallereschi e nei racconti compaiono sovente una fata buona, che la maggior parte delle volte viene sconfitta, e una fata cattiva, che gode di una potenza maggiore.
Ad oggi ci sono molti monumenti a riprova della credenza nelle fate come ad esempio le grotte delle Fate, dove la gente si reca faticosamente perché si afferma che al loro interno ci sia un'acqua che possegga delle virtù miracolose; inoltre ci sono parecchie fontane consacrate ad alcune fate, le quali tramutavano in beni preziosi le mani degli indiscreti che lordavano le loro sorgenti.

### Aspetto
Le fate hanno le sembianze di una donna o di una ragazza non molto alta e piuttosto esile dalla pelle chiarissima, vestita di abiti variopinti. Ogni fata indossa un abito di un solo colore che rispecchia la sua personalità.
Inoltre portano gonne lunghissime per coprire eventuali deformità. Spesso sono rappresentate con ali di farfalla o anche di libellula.
In alcune storie del folklore, le fate hanno gli occhi verdi. Alcune raffigurazioni di fate le mostrano con le calzature, altre a piedi nudi. Le ali, sebbene comuni nelle opere d'arte vittoriane e successive, sono rare nel folklore; le fate volavano per magia, a volte appollaiate su steli di erba tossica o sul dorso degli uccelli. 

### Longevità
Le fate vivono molto a lungo, ed una volta che la loro vita sia terminata non muoiono, ma si incantano nei propri palazzi dove restano per l'eternità (da Perrault).
Nonostante, quindi, possano raggiungere età molto avanzate, hanno la possibilità di mostrarsi sotto qualsiasi spoglia esse vogliano, che sia di bambina (da Collodi), di giovane o di anziana. Hanno infatti pieni poteri di trasformarsi in ciò che vogliono.
La nascita delle fate è avvolta nel mistero. Alcune ipotesi (anche se non avvalorate da nessuna fiaba o mito) ritengono che le fate siano prodotti spontanei della natura o anche che abbiano una madre comune, una specie di magna mater che le origina tutte.
Varie fonti letterarie (Basile, Perrault, Calvino ed altri) attestano che le fate abitano spesso in palazzi sotterranei molto lussuosi, accessibili solo da personaggi prescelti.
Non è neppure raro che le fate sposino esseri umani, le loro figlie tuttavia raramente ereditano i medesimi poteri.

### Compiti
Sono esseri che hanno come compito quello di vegliare sulle persone come angeli custodi, quindi di dispensare pregi e virtù tramite le loro «fatagioni» (Giambattista Basile) e di proteggere i bambini, vengono infatti definite «comari» (o madrine nella accezione moderna) e si prendono cura di un figlioccio che viene o affidato loro dai genitori stessi, o viene da loro prescelto.
Spesso le fate scelgono il proprio protetto sottoponendolo ad una prova di carità, solitamente tramutandosi in mendicanti bisognosi.
Nella mitologia scozzese le fate sono divise nella Corte Seelie (più incline alla beneficenza, ma comunque pericolosa) e nella Corte Unseelie (più maliziosa). Mentre le fate della Corte Seelie si divertivano a fare scherzi generalmente innocui agli umani, quelle della Corte Unseelie spesso arrecavano danni agli umani per divertimento. Entrambi potrebbero essere pericolosi per l'uomo se offesi.

### Carattere
La loro indole tuttavia non è univocamente buona. Oltre alla vanità e all'egocentrismo che le distingue, sono molto permalose ed irascibili, un solo torto può scatenare la loro ira ed il loro dispetto può trasformarle in furie e può spingerle a lanciare maledizioni. Hanno quindi oltre ad un ruolo di premiazione anche un ruolo fortemente punitivo.
Gran parte del folclore delle fate implica metodi per proteggersi dalla loro malizia, mediante mezzi come ferro freddo, incantesimi (vedi amuleto, talismano) di alberi di sorbo o erbe varie, o semplicemente evitando luoghi "noti" per essere loro, evitando quindi di offendere le fate. Gli scherzi meno dannosi attribuiti alle fate includono: aggrovigliare i capelli dei dormienti in ciocche fatate (ovvero ciocche da elfo), rubare piccoli oggetti e portare fuori strada un viaggiatore. Alle fate venivano attribuiti anche comportamenti più pericolosi; qualsiasi forma di morte improvvisa potrebbe essere derivata da un rapimento fatato, il cadavere evidente una replica magica del legno. La consunzione (tubercolosi) veniva talvolta attribuita alle fate che costringevano giovani uomini e donne a ballare durante le feste ogni notte, facendoli deperire per mancanza di riposo. Gli alberi di sorbo erano considerati sacri alle fate e un albero magico per proteggere la propria casa.

### Cangianti
Una notevole quantità di leggende sulle fate ruota attorno ai Cangianti, fate lasciate al posto degli esseri umani rubati. In particolare, il folklore descrive come impedire alle fate di rubare bambini e sostituendo i mutaforma e rapendo anche persone anziane. Il tema del bambino scambiato è comune nella letteratura medievale e riflette la preoccupazione per i bambini che si ritiene siano affetti da malattie, disturbi o disabilità dello sviluppo inspiegabili. Nell'Europa preindustriale, la sussistenza di una famiglia contadina dipendeva spesso dal lavoro produttivo di ciascun membro, e una persona che drenava permanentemente le scarse risorse della famiglia poteva rappresentare una minaccia per la sopravvivenza dell'intera famiglia.

## Le fate nelle arti figurative: lafairy art

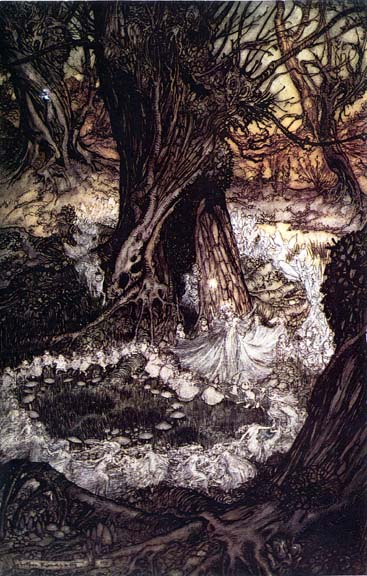
Una processione di fate nel bosco, illustrata da Arthur Rackham (1908)

Si definisce fairy art un movimento artistico tipicamente britannico che ha a che fare con la raffigurazione di fate in pittura, illustrazione e fotografia: durante il periodo vittoriano, la raffigurazione artistica delle fate conobbe il suo periodo di massimo splendore, con artisti come Arthur Rackham, John Anster Fitzgerald, Luis Ricardo Falero e Cicely Mary Barker.

## Fate di Cottingley
Nel 1917, due ragazze, Frances Griffith e Elsie Wright, scattarono alcune foto che le ritraevano in compagnia di fate.
Sul primo momento nessuno diede credito alla storia delle bambine, neanche le loro madri, che infatti tennero segrete le foto. Nel 1919 però la madre di Elsie Wright inviò le fotografie della figlia ad un'associazione teosofica. Sir Arthur Conan Doyle si interessò al caso, scrivendo un libro: The Coming of the Fairies (1922). La storia finì per suscitare un enorme scalpore. Negli anni ottanta, epoca in cui morirono le protagoniste del caso, queste ritrattarono la vicenda sostenendo che fosse stato tutto frutto di uno scherzo, e che da bambine avessero ritagliato del cartone dandogli la forma di una fata per poi colorarlo e aggiungere vari dettagli. Nel 1986, Frances, ormai in età piuttosto avanzata, confessò la falsità delle prime quattro foto, ma aggiunse che la quinta fu l'unica ad essere stata realmente scattata in compagnia di fate e gnomi veri.

## Le fate dei monti Sibillini

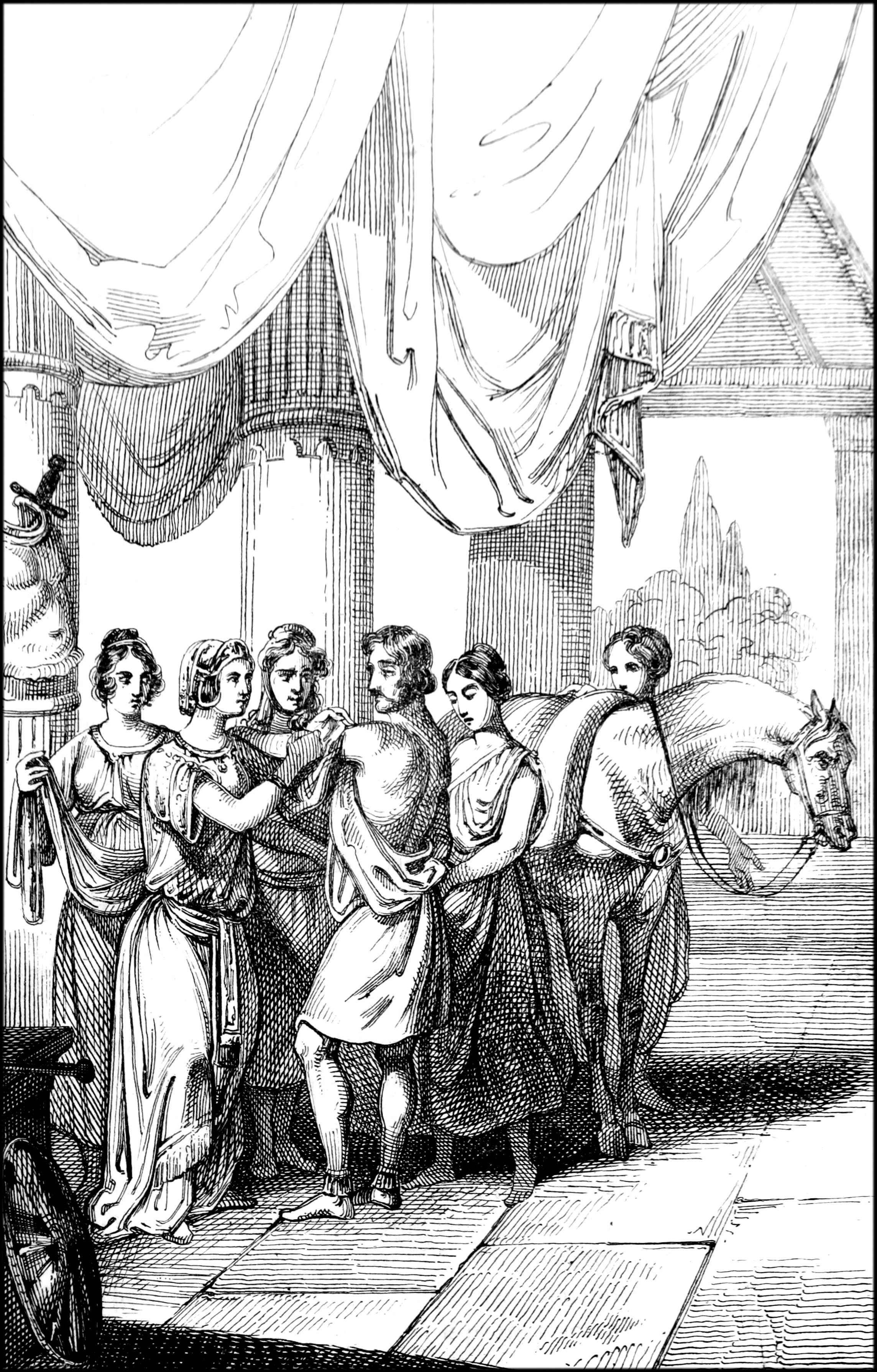
Fate Sibilline che si prendono cura di Guerino, in un'illustrazione del romanzo Guerin Meschino di Andrea da Barberino.

Le Fate dei monti Sibillini animano le narrazioni, le leggende e le tradizioni di magia e simbolismo legate al territorio compreso tra il monte Vettore e il monte Sibilla. Descritte come giovani donne di bellissimo aspetto ma caratterizzate da polpacci e piedi identici a quelli delle capre, erano abitatrici della grotta della Sibilla, oracolo degli Appennini e costituivano la sua stessa corte. Dedite all'insegnamento delle arti femminili del tessere e del filare amavano scendere nottetempo a valle per intrattenersi nelle danze con i pastori locali seguendo scrupolosamente il rituale di ritirarsi in montagna prima del sorgere del sole. Talvolta i pellegrini che si imbattevano in loro potevano essere, secondo i racconti folklorici marchigiani "infatati", ovvero presi dalle Fate caprine nel loro mondo per non fare più ritorno.